# Stylogomphus sigmastylus
Stylogomphus sigmastylus – gatunek ważki z rodziny gadziogłówkowatych (Gomphidae). Występuje na terenie Ameryki Północnej.